# Takatsukasa Kanetada
Takatsukasa Kanetada (jap. 鷹司 兼忠; * 1262; † 27. September 1301) war ein Spross der hochadligen Familie Takatsukasa, von Konoe Iezane abstammend, die als eine der go-sekke für würdig genug galt Regenten für japanische Herrscher zu stellen.
Er war der Sohn des Takatsukasa Kanehira und ein jüngerer Bruder des Takatsukasa Mototada. Bei Hofe war er Regent für Fushimi und Go-Fushimi. Mit zehn Jahren in den dritten Hofrang erhoben, war er mit elf Gon-Chūnagon. 1288 erfolgte die Ernennung zum Naidaijin, im elften Monat desselben Jahres die Erhebung in den folgenden ersten Rang. Ein Jahr später erhielt er die Positionen des Udaijin („Kanzlers zur Rechten“) und Erzieher des Kronprinzen. Kurz nach seinem Aufstieg zum Familienoberhaupt folgte die Regentenstellung (1291–96). 1301/8/23 nahm er die Tonsur, er starb zwei Tage später.
Verheiratet war er mit einer Tochter von Konoe Motohira. Seine Söhne waren u. a. Fuyuhira, Fuyutsune (冬経; 1282–1319), Kanefuyu (兼冬, 1289–1308). Außerdem adoptierte er Motonori (基教).